# Western Lake
Western Lake est une census-designated place située dans le comté de Parker, dans l’État du Texas, aux États-Unis. Sa population s’élevait à 1 525 habitants lors du recensement de 2010.